# Evropský výbor pro normalizaci

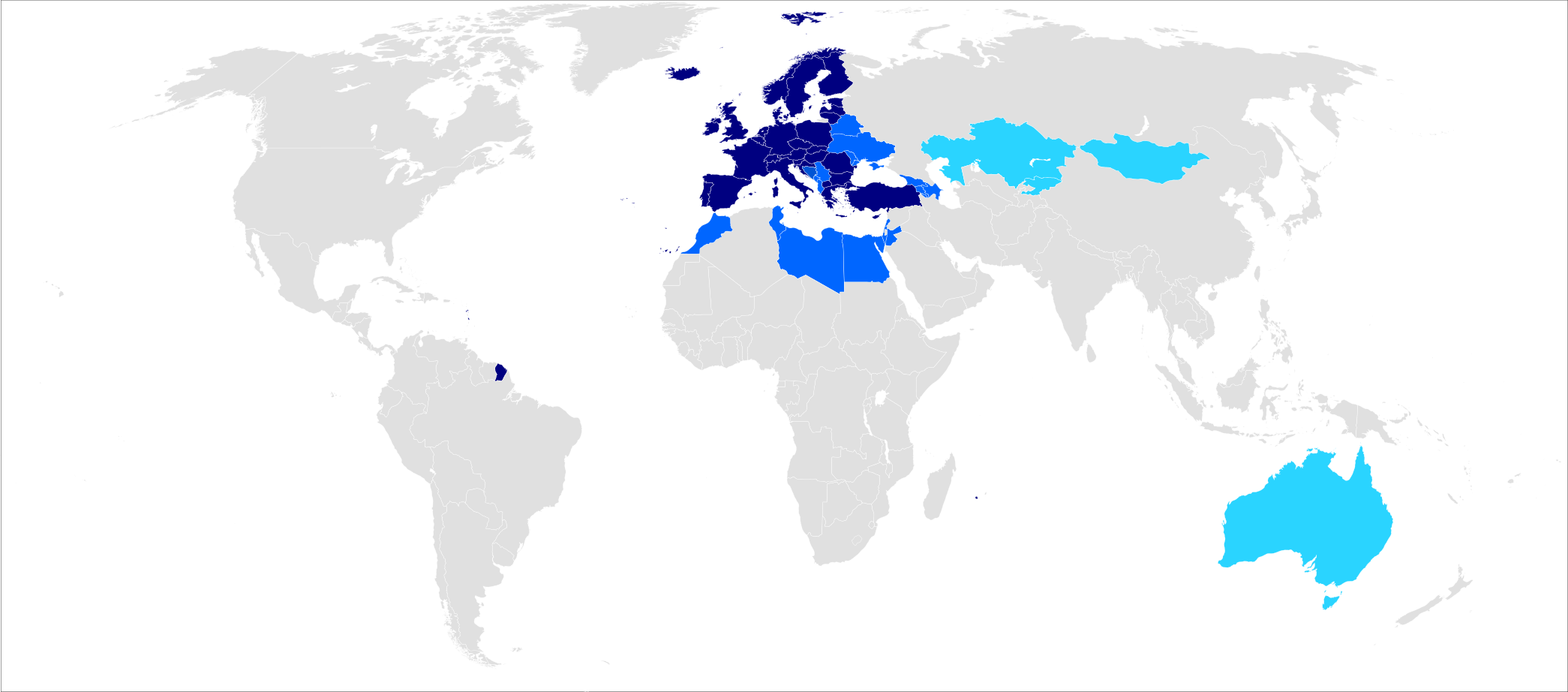
Mapa národních organizací CENu
člen
kandidát
partner

Evropský výbor pro normalizaci (anglicky European Committee for Standardization – ECS, francouzsky Comité Européen de Normalisation – CEN) je nezisková organizace, jejímž posláním je podpora evropské ekonomiky v globálním obchodu, prosperity obyvatel Evropy a životního prostředí, tím že poskytuje efektivní základnu pro zainteresované strany při rozvoji, údržbě a šíření ucelených souborů norem a specifikací.

## Vznik
Od založení CENu v roce 1961, třicet národních organizací spolupracuje na vývoji evropských norem (EN) v různých odvětvích za účelem vybudování jednotného trhu pro zboží a služby pro zajištění postavení Evropy v globální ekonomice. Některé z těchto norem nejsou závazné, zatímco jiné, jako tzv. harmonizované normy, jsou závazné podle práva EU.
CEN je oficiálně uznáván jako evropský normalizační orgán. Další oficiální evropské normalizační orgány jsou CENELEC (Evropský výbor pro normalizaci v elektrotechnice) a ETSI (Evropský ústav pro telekomunikační normy).
Více než 60 000 technických expertů, obchodních sdružení, spotřebitelských a dalších sociálních zájmových organizací jsou zapojeny do sítě CEN, který zasahuje více než 460 milionů lidí. Cen je oficiální normalizační orgán pro jiná odvětví než elektrotechniku a telekomunikace. V usnesení Evropského parlamentu z 12. února 1999 je uvedeno, že sloučení CEN, CENELEC a ETS nepřináší jasné výhody a že tyto orgány budou spolu úzce spolupracovat.
Normalizační orgány třiceti národních členů representují 27 států Evropské unie, tři země Evropského sdružení volného obchodu (EFTA) a země, které uvažují o vstupu do EU nebo EFTA. CEN přispívá k řešení úkolů Evropské unie a Evropského hospodářského prostoru technickými normami (tzv. normy EN), které podporují volný obchod, bezpečnost práce a spotřebitelů, interoperabilitu sítí, ochranu životního prostředí, využití výzkumných a vývojových programů a zadávání veřejných zakázek.
Příkladem závazných norem jsou normy pro materiály a výrobky používané ve stavebnictví a které jsou vyjmenovány v směrnici o stavebních výrobcích (89/106/EEC), či normy pro návrh nosných konstrukcí, tzv. Eurokódy.
Značka CE je prohlášení výrobce, že výrobek je v souladu s příslušnou směrnicí EU a příslušnou harmonizovanou normou.
CEN (společně s CENELEC) vlastní značku Keymark, která je nepovinnou značkou kvality pro výrobky a služby. Takové označení výrobků prokazuje jejich shodu s evropskými normami.
V členské základě CENu se nachází Island, Norsko, Švýcarsko a státy EU: Belgie, Bulharsko, Česko, Dánsko, Estonsko, Finsko, Francie, Itálie, Irsko, Kypr, Litva, Lotyšsko, Lucembursko, Maďarsko, Malta, Německo, Nizozemsko, Rakousko, Polsko, Portugalsko, Rumunsko, Řecko, Slovensko, Slovinsko, Spojené království, Španělsko a Švédsko.

Přidružení členové jsou Albánie, Chorvatsko, Severní Makedonie a Turecko.

Partnerské normalizační organizace mají Austrálie, Bosna a Hercegovina, Egypt, Moldávie, Rusko, Srbsko, Tunisko a Ukrajina.

## Vídeňská smlouva
Vídeňská smlouva byla podepsána mezi CEN a ISO v roce 1991 s počátkem platnosti v polovině 90. let. Její primární cíl je zabránit duplicitám (eventuálně konfliktům) mezi normami CEN a ISO. V posledním desetiletí CEN přebírá normy ISO, kterými nahrazuje vlastní CEN normy.